# Джаспър (окръг, Тексас)
Окръг Джаспър (на английски: Jasper County) е окръг в щата Тексас, Съединени американски щати. Площта му е 2512 km², а населението - 35 604 души (2000). Административен център е град Джаспър.